# Louis Mailloux (militare)
Louis Mailloux (Lambézellec, 13 marzo 1897 – Tours, 22 aprile 1939) è stato un militare e aviatore francese, distintosi nel corso della prima guerra mondiale e nella guerra del Rif. Insieme ad Antoine Paillard (pilota) e Edmond Laversin (meccanico), il 25 febbraio 1931 conquistò il record francese di distanza su circuito chiuso percorrendo 8 175 km in 50 ore e 2 minuti di volo. Con Jean Mermoz come pilota il 12 gennaio 1933, decollò da Istres per l'America del Sud sul trimotore Couzinet 70 "Arc-en-Ciel". L'aereo fece scalo in andata a Port-Étienne e Saint-Louis (Senegal), arrivando il 21 gennaio a Rio de Janeiro in Brasile. Per il volo di rientro il velivolo fece scalo a Dakar e Casablanca, atterrando sull'aeroporto di Le Bourget il 21 maggio..

## Biografia
Nacque a Lambézellec il 13 marzo 1897. Suo padre, ufficiale d'artiglieria della Marine nationale, decedette quando egli aveva 18 mesi. Subito dopo lo scoppio della grande guerra si arruolò volontario nell'Armée de terre il 28 agosto 1914, all'età di diciassette anni, assegnato al 28º Reggimento d'artiglieria. Fu mandato al fronte nel maggio 1915, ottenendo la sua prima citazione nell'ottobre dello stesso anno. Poco dopo fu assegnato all'aviazione divenendo osservatore dall'aeroplano in servizio presso l'Escadrille F 55. Rimase ferito per la prima volta a Verdun nel 1916, quando un proiettile dell'artiglieria contraerea esplose nei pressi del suo aereo da ricognizione. Rimase ferito una seconda volta, ma a terra, quando accompagnò in una missione notturna svolta in prima linea un distaccamento del 19º Reggimento fanteria. Fu nominato tenente il 27 gennaio 1918, e rimase ferito per la terza volta nel settembre 1918, durante un volo a bassa quota.
Al momento dell'armistizio dell'11 novembre aveva ricevuto nove citazioni, di cui tre all'ordine dell'esercito, e il titolo di Cavaliere della Legion d'onore.
Dopo la fine della guerra conseguì il brevetto di pilota il 20 giugno 1920, e fu poi inviato in Marocco presso il 37º Reggimento d'aviazione. Si distinse nuovamente durante il corso delle operazioni della guerra del Rif a Ouarzazate e Tinerghir, venendo insignito della Croix de guerre des Théâtres d'opérations extérieurs con due citazioni.
Di ritorno in Francia, al 21º Reggimento d'aviazione, fu promosso Ufficiale della Legion d'onore il 22 dicembre 1925 e capitano il 17 gennaio 1926. Si trasferì poi a Brest per seguire i corsi della Scuola di navigazione aerea superiore (École de grande navigation), divenendo lui stesso professore di navigazione aerea presso la Scuola ufficiali d'aviazione (École des officiers d’aviation) di Versailles nel settembre 1927. Specialista riconosciuto, nel 1926 ottenne un brevetto per l'invenzione di un cerchio correttore di rotta per la navigazione stimata. 
Attirato dalla prospettiva di traversare l'Oceano Atlantico a bordo di un aereo chiese, ed ottenne, di essere assegnato temporaneamente dall'Aéronautique Militaire al Ministero dell'Industria e del Commercio.
Al suo primo tentativo scampò di poco alla morte, quando salì sul Bernard 191GR n.1, battezzato "France", come navigatore di Louis Coudouret e Louis de Mailly-Nesle. Il 25 agosto 1928, durante un volo di collaudo, l'equipaggio non riuscì a salire di quota tanto da superare le linee elettriche. Passarono sotto la prima e tagliarono la seconda, dovendo subito effettuare un atterraggio di emergenza.
Nel giugno 1929, sempre con Coudouret e lo stesso aereo, fece un secondo tentativo. I due aviatori portarono l'aereo dalla Francia a Siviglia, in Spagna, da dove speravano di partire alla fine per l'America, ma l'attraversamento aereo dell'Oceano Atlantico era stato vietato in Francia dal Ministero dell'aeronautica, dopo aver causato troppi morti, e senza alcun motivo particolare, egli fu immediatamente richiamato in Patria, senza dubbio per impedire questo raid. Riprese subito i corsi presso la Scuola militare di applicazione aeronautica, mentre Coudouret e il "France" non tornarono mai da Siviglia. L'aereo si schiantò a Saint-Amant-de-Bonnieure, in Charente, il 9 luglio 1929. Louis Coudouret morì dopo diverse ore di agonia, mentre i suoi due passeggeri spagnoli uscirono illesi dall'incidente.
Per il terzo tentativo collaborò con Antoine Paillard, pilota collaudatore della Société des Avions Bernard. Il 18 dicembre 1929 i due tentarono di decollare da Istres a bordo del Bernard 191GR (n 3), ma il loro aereo, troppo pesante, si schiantò in fase di decollo ed egli rimase ferito alla testa.
Nel 1930, quando la Société des Avions Bernard produsse il primo Bernard 80 "Grand Raid", lui, Antoine Paillard (pilota) e Edmond Laversin (meccanico), batterono il record francese di distanza su circuito chiuso mancando il record mondiale di soli 13 chilometri. Il 25 febbraio 1931 i tre percorsero 8 175 km in 50 ore e 2 minuti di volo.
Dopo il decesso di Paillard a causa di una peritonite il 15 giugno 1931, lui e Jean Mermoz nel dicembre dello stesso anno tentarono di battere il nuovo record de mondo di distanza in circuito chiuso decollando dall'aeroporto di Orano-La Sénia (Algeria) a bordo del Bernard 81GR "Antoine Paillard". Il 29 dicembre, durante un collaudo l'aereo capottò a causa di un problema meccanico. 
Nell'ottobre 1932 i due si incontrarono a Istres per effettuare un volo record in linea retta con il Bernard 81 verso il Sud America, ma dovettero rinunciare sin da subito dopo aver notato delle anomalie nel comportamento del velivolo.
Fu contattato da un nuovo costruttore, René Couzinet, per un altro tentativo di trasvolata dell'Atlantico del sud, sul nuovo trimotore Couzinet 70 "Arc-en-Ciel". Venne designato a ricoprire il ruolo di navigatore, mentre come pilota vi era Jean Mermoz. Il 12 gennaio 1933, Mermoz, Carretier, Mailloux, Manuel, Jousse, Mariault e Couzinet partirono da Istres per l'America del Sud. Il Couzinet 70 "Arc-en-Ciel" fece scalo a Port-Étienne e Saint-Louis (Senegal), arrivando il 21 gennaio a Rio de Janeiro in Brasile. Per il volo di rientro il velivolo fece scalo a Dakar e Casablanca, atterrando sull'aeroporto di Le Bourget il 21 maggio.
Rientrato in servizio nell'Armée de l'air, arrivò alla base aerea di Tours nel 1936. Nell'ottobre dello stesso anno assunse il comando del 2º Gruppo, equipaggiato con velivoli Caudron C.560 e Breguet 26T. Fu a Tours che rivide Mermoz per l'ultima volta. Il 19 novembre 1936, Jean Mermoz tenne una conferenza al Majestic, su invito del Partito Socialista Francese, e qualche giorno più tardi, il 7 dicembre scomparve per sempre con i suoi compagni mentre volava sul Latécoère 300 "Croix-du-Sud".
Promosso tenente colonnello, dopo aver comandato la 31e Escadre du bombardement passò alla 51e Escadre de bombardement. L'assunzione del comando e la cerimonia in onore del comandante Castet La Boulbène, trasferito a Biserta, avvenne il 14 novembre 1938, cerimonia durante la quale il colonnello Jury, comandante della 9ª Brigata aerea, presentò alla Escadre il suo nuovo comandante. Il 3 marzo 1939 fu insignito della cravatta di Commendatore della Legion d'onore.
Perse la vita il 22 aprile 1939, durante un volo di esercitazione al bombardamento a bassa quota, quando due bombardieri Bloch MB 210 si scontrarono in volo. Una promozione dell'Ecole de l'air, un sito militare nell'Indre e Loira, una strada a Brest e una a Guipavas portato in suo nome.

### Annotazioni
1. ↑  Couzinet non voleva come pilota una persona in grado di mettere in ombra le prestazioni del nuovo aereo, e fu Mailloux a imporgli Mermoz.

### Fonti
1. 1 2 3 4 5 6 7 8 9 10 11 12 13 14 15 16 17 18 19 20 21 22 23 24 25 26 27 28 29 30  Peoplepill.
2. 1 2 3 4 5 6 7 8 9  Le Telegramme.
3. 1 2  Hydroretro.